# Carlos de Candamo
Carlos González de Candamo y Rivero (* 15. Februar 1871 in London, Vereinigtes Königreich; † 16. Februar 1946 in Paris, Frankreich) war ein peruanischer Diplomat, Fechter, Rugby- und Tennisspieler.

## Biografie
Carlos de Candamo kam als Sohn eines peruanischen Botschafters in London zur Welt. Sein Onkel war der peruanische Präsident Manuel Candamo. Da sein Vater Botschafter in Paris wurde, zog er mit seiner Familie in die französische Hauptstadt. Dort nahm er an den ersten Französischen Tennismeisterschaften 1891, dem Vorgängerturnier der heutigen French Open, teil. Ein Jahr später gewann er als Kapitän der Rugbymannschaft des Racing Club de France die Meisterschaft. In seiner Mannschaft spielten auch seine beiden Brüder mit. Das Endspiel wurde von Pierre de Coubertin,  dem späteren Gründer des Internationalen Olympischen Komitees (IOC), geleitet.
Carlos de Candamo nahm an den Olympischen Spielen 1900 als erster und einziger Olympionike für Peru teil. Er trat in zwei Fechtwettbewerben an, konnte jedoch keine Medaille gewinnen.
Von 1909 bis 1922 war er Mitglied des IOC. Im Mai 1901 wurde er zum peruanischen Botschafter im Vereinigten Königreich und später in Frankreich, wo er für Peru den Friedensvertrag von Versailles unterzeichnete.